# Santa Ana Pueblo
Santa Ana Pueblo is een plaats (census-designated place) in de Amerikaanse staat New Mexico, en valt bestuurlijk gezien onder Sandoval County.

## Demografie
Bij de volkstelling in 2000 werd het aantal inwoners vastgesteld op 479.

## Geografie
Volgens het United States Census Bureau beslaat de plaats een oppervlakte van
19,3 km², waarvan 17,9 km² land en 1,4 km² water. Santa Ana Pueblo ligt op ongeveer 1600 m boven zeeniveau.

## Plaatsen in de nabije omgeving
De onderstaande figuur toont nabijgelegen plaatsen in een straal van 12 km rond Santa Ana Pueblo.